# SMS (Bangerz)
"SMS (Bangerz)" é uma canção da artista musical estadunidense Miley Cyrus, contida em seu quarto álbum de estúdio Bangerz (2013). Conta com a participação da artista compatriota Britney Spears e foi composta por Cyrus, Sean Garrett, Mike Will Made It e Marquell Middlebrooks, sendo produzida por Mike Will Made It e Marz. A sua gravação ocorreu em 2013 nos estúdios Nightbird Studios em West Hollywood, Conway Recording Studios em Los Angeles, Califórnia e Glenwood Studios, situado em Burbank, Califórnia. Musicalmente, é uma faixa derivada do pop com elementos do hip hop. A sua instrumentação é composta pelos vocais, que são adicionados com uma guitarras e um piano. Sua letra trata da "celebração da cultura pop e de mulheres fortes e bonitas".
O número foi recebido com análises mistas da mídia especializada, em que alguns prezaram a sua originalidade e a participação de Spears, enquanto outros criticaram sua produção e as rimas de Cyrus. Embora não tenha sido lançada como single, conseguiu registrar entrada nas tabelas dos Estados Unidos, do Reino Unido e de Portugal. Como forma de divulgação, Miley apresentou "SMS (Bangerz)" durante a sua participação em um episódio da série de shows acústicos MTV Unplugged e incluiu-a no repertório de sua atual turnê, Bangerz Tour (2014).

## Antecedentes e divulgação

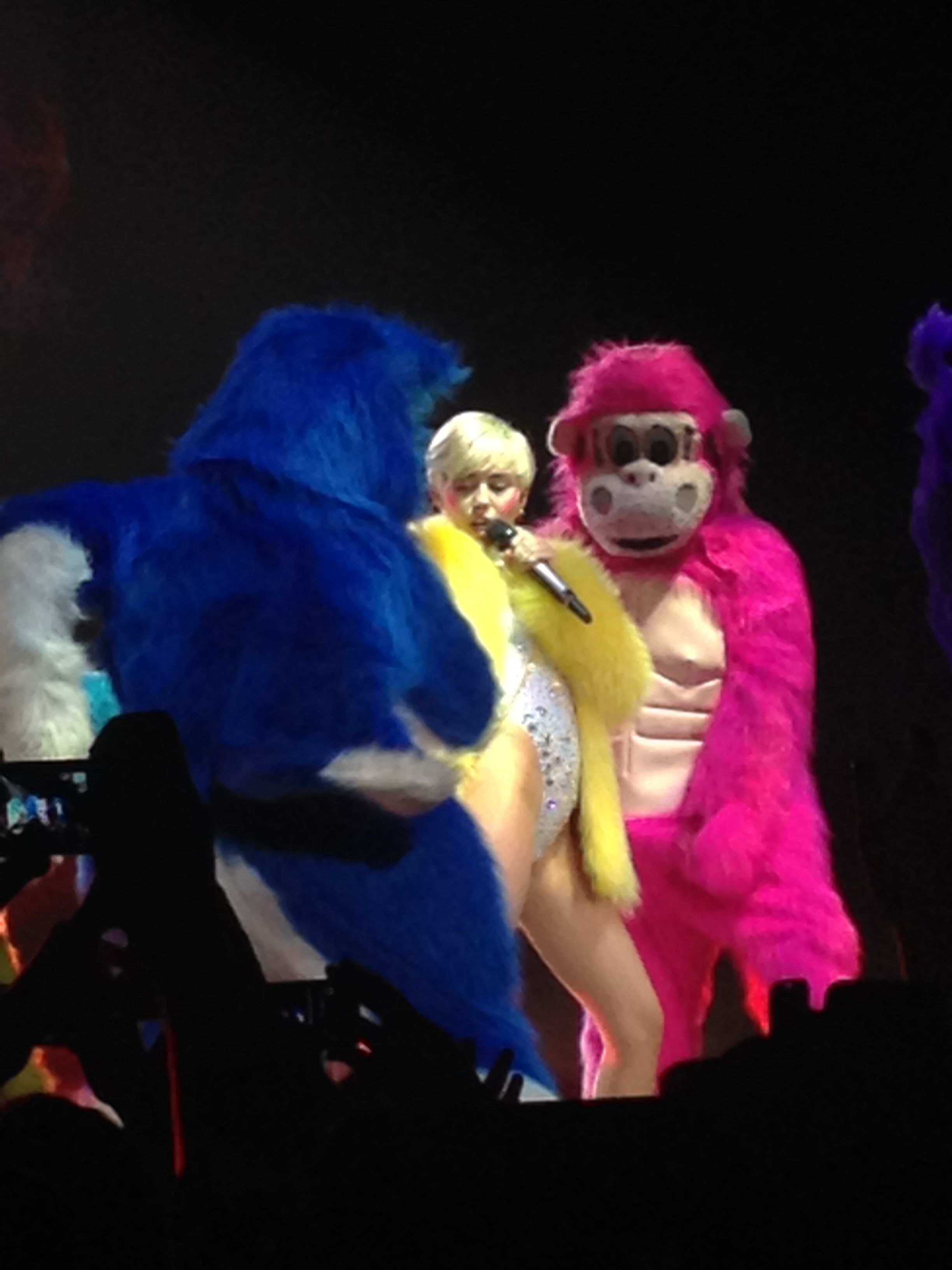
Cyrus durante a Bangerz Tour (2014), na qual o tema é interpretado.

Em 2012, Cyrus anunciou planos de focar-se em sua carreira cinematográfica, entrando em hiato de seus projetos fonográficos. Naquele ano, ela estrelou os filmes LOL e So Undercover. Ela também confirmou participação na dublagem da personagem principal da animação Hotel Transylvania, mas abandonou o trabalho para planejar seu retorno musical. Em janeiro do ano seguinte, a artista encerrou seu contrato com a gravadora Hollywood Records, sob a qual lançou seus álbuns de estúdio anteriores, Meet Miley Cyrus (2007), Breakout (2008) e Can't Be Tamed (2010), bem como o extended play (EP) The Time of Our Lives (2009). No mesmo mês, ela assinou com a RCA Records. Em março, a cantora confirmou que seu quarto álbum de estúdio seria lançado no final de 2013. O produto final, Bangerz, foi lançado em 4 de outubro de 2013 e recebeu análises positivas da mídia especializada, debutando na primeira colocação da Billboard 200 e da UK Albums Chart.
Em julho de 2013, após uma breve troca de mensagens entre Cyrus e Britney Spears em suas respectivas contas no Twitter, iniciaram-se especulações de que ambas teriam gravado um dueto para o álbum de Miley. No mês seguinte, o produtor Sean Garrett confirmou que elas gravaram uma colaboração "doida" colaboração para Bangerz. Mais tarde, ele afirmou que Cyrus "[estava se] jogando em torno dessas ideias" e disse que a cantora queria inicialmente cantar com Gwen Stefani ou Nicki Minaj, mas sentiu que a escolha final com Spears foi "absolutamente o caminho certo". Cyrus disse à MTV News que ela queria que "SMS (Bangerz)" fosse lançada como o terceiro single do Bangerz. Em outubro seguinte, ela confirmou que a faixa seria lançada como o terceiro foco de promoção do disco, mas a gravadora optou por lançar "Adore You" comercialmente. Sobre planos em gravar um vídeo musical para a faixa, Cyrus comentou que esperava "que o vídeo fosse tão épica como o de 'Work Bitch', então eu acho que seria a escolha mais inteligente".
Em 29 de janeiro de 2014, foi transmitido um episódio da série MTV Unplugged, no qual Cyrus estrelou; ela apresentou faixas de Bangerz, incluindo "SMS (Bangerz)", que foi interpretada sem a participação de Spears. A cantora também incluiu-a como o número de abertura da turnê Bangerz Tour (2014). Blake Hannon, da Kentucky, concedeu uma análise positiva, prezando a "correria sintetizada da faixa-título". Em 21 de junho de 2014, a artista cantou a faixa durante o festival musical Summertime Ball, apresentando-se a um público de 80 mil espectadores.

## Créditos
Lista-se abaixo os profissionais envolvidos na elaboração de "SMS (Bangerz)", de acordo com o encarte do álbum Bangerz:
Gravação
- Gravada nos estúdios Nightbird Studios (West Hollywood, Califórnia); Conway Recording Studios (Los Angeles, Califórnia); Glenwood Studios, (Burbank, Califórnia)
- Mixada no The Penua Project/Innersound Management, nos estúdios Larrabee Sound Studios (North Hollywood, Califórnia)

Equipe
| - Miley Cyrus: vocalista principal, composição - Britney Spears: vocalista participante - Sean Garrett: composição - Stephen Hybicki: gravação - Jaycen Joshua: mixagem - Ryan Kaul: assistência | - Marquell Middlebrooks: composição - Marz: co-produção - Mike Gaydusek: assistência - Mike Will Made It: composição, produção - Chris "TEK" O'Ryan: engenharia - Tim Roberts: gravação |

## Desempenho nas tabelas musicais

### Posições
| Tabela musical (2013)                           | Melhor posição |
| ----------------------------------------------- | -------------- |
| Estados Unidos (Bubbling Under Hot 100 Singles) | 10             |
| Portugal (Portugal Digital Songs)               | 41             |
| Reino Unido (UK Singles Chart)                  | 157            |